# Учхоз (Липецкая область)
Учхо́з — посёлок в Усманском районе Липецкой области России. Входит в состав Девицкого сельсовета.

## География
Посёлок находится в юго-восточной части Липецкой области, в лесостепной зоне, в пределах Окско-Донской равнины, на левом берегу реки Усмань, на расстоянии примерно 0,5 км (по прямой) к востоку от города Усмань, административного центра района.
Климат
Климат умеренно континентальный с тёплым летом и умеренно холодной зимой. Среднегодовое количество осадков — 511 мм. Максимальное количество осадков выпадает в период с мая по октябрь. Средняя температура самого холодного месяца (января) составляет −9 °С, самого тёплого (июля) — 20 °С.
Часовой пояс
Посёлок Учхоз, как и вся Липецкая область, находится в часовой зоне МСК (московское время). Смещение применяемого времени относительно UTC составляет +3:00.

## Население
| 2010 | 2011 |
| ---- | ---- |
| 229  | →229 |

Гендерный состав
По данным Всероссийской переписи населения 2010 года, в гендерной структуре населения мужчины составляли 49,3 %, женщины — соответственно 50,7 %.

## Улицы
- ул. Заречная,
- ул. Набережная,
- ул. Садовая[5].

## Инфраструктура
В посёлке функционирует ФГОУ СПО «Усманский аграрный колледж».